# Berliet GDLS
Der Berliet GDLS war ein Lastkraftwagen des französischen Kraftfahrzeugherstellers Berliet in Lyon. Er wurde 1940 als Zugmaschine für die französische Flugabwehrkanone 75mm CA M32 gebaut.

## Geschichte
Der Lkw GDLS 30 wurde im Laufe des Jahres 1938 von Berliet entwickelt. Das „S“ steht für „surbaisse“ (d. h. mit Tiefbettrahmen), die 30 für die Anzahl der französischen Steuer-PS des Motors. Eine erste Bestellung für die französische Armee über 100 Stück erfolgte am 31. Dezember 1938: Die Fahrzeuge waren zum Ziehen der Flugabwehrkanone 75mm CA M32 bestimmt: 23 Batterien zu je 4 Geschützen konnten solcherart motorisiert werden; die dann noch verbleibenden 8 Stück waren als Ersatz beziehungsweise Reserve gedacht. Diese 100 Stück wurden im April und Mai 1940 geliefert. Im September 1939 wurden weitere 200 Stück bestellt, von denen etwa 50 bis zum Waffenstillstand im Juni 1940 fertiggestellt werden konnten. Insgesamt wurden 185 Berliet GDSL gebaut, alle im Jahr 1940. Was nach dem 26. Juni 1940 fertiggestellt wurde, lief nicht mehr der französischen Armee zu, sondern fand zivile Abnehmer.
Eine unbekannte Anzahl wurde in der deutschen Wehrmacht verwendet. Wann und wo diese Lkw in deutsche Hände gerieten (sie könnten eventuell bei der Besetzung von Lyon durch die Wehrmacht am 20. Juni 1940 fertig auf dem Fabrikhof gestanden haben oder bis zur Räumung von Lyon Ende Juni 1940 im Werk fertiggestellt worden sein), ist ebenso wie ihre weitere Verwendung in der Wehrmacht unklar.

## Technik, Besonderheiten
Die Fahrzeuge hatten Allradantrieb (4×4). Eine Besonderheit, an der der Typ erkennbar war, war das Frontlenker-Fahrerhaus, das damals für Berliet-Lkw ungewöhnlich war, da Berliet (außer beim Omnibus-Typ Berliet PCK) bis 1940 fast nur Lanhauber-Lkw baute. Auf der Ladepritsche konnte die Bedienung des Geschützes (20 Mann) sowie ein erster Munitionsvorrat untergebracht werden. Der Sechszylindermotor war wassergekühlt. Zu den übrigen technischen Daten siehe Info-Box.

### Originalquellen
Eine Publikation, in der alle vor 1945 gebauten Berliet-Typen individuell abgehandelt wären, gibt es nicht. Neben der unten erwähnten Literatur wurde auf folgende in der Fondation Berliet verwahrte Originalunterlagen zurückgegriffen:
- "Fiches des Mines": Es handelt sich um die Unterlagen zur Erteilung einer allgemeinen Betriebserlaubnis, hierfür ist in Frankreich der "Inspecteur des mines" sachlich zuständig. Diese Unterlagen sind chronologisch geordnet und nummeriert. Nicht zu jedem Typ bzw. Variante gibt es entsprechende Unterlagen, teils, weil sie wohl als Untervarianten eines Typs verstanden wurden, für den eine gesonderte Erlaubnis nicht erforderlich war, teils wohl, weil diese Unterlagen im Laufe der letzten 100 Jahre verlorengegangen sind. Bei Militärtypen gibt es Hinweise, dass eine Betriebserlaubnis direkt durch militärische Dienststellen erfolgte, was entsprechende "fiches des mines" überflüssig machte. Die Quellenbezeichnung lautet: "Fiches No...."
- "Etat des véhicules utilitaires et autobus declares aux mines depuis 1920", eine 15-seitige Zusammenstellung vom 1. Dezember 1941, enthält insbesondere die reservierten Chassisnummernbänder, die jedoch vielfach nicht vollständig ausgeschöpft wurden, einige Typen bzw. Varianten werden nicht erwähnt, Quellenbezeichnung lautet: "Etat S..."
- "Nombre de véhicules construits de 1930 à 1942", siebenseitige Zusammenstellung der zwischen 1930 und 1942 gebauten Stückzahlen an Nutzfahrzeugen, erstellt wohl 1943, erste Seite teilweise irreparabel verderbt, teilweise werden mehrere Typen bzw. Varianten zusammengefasst, Quellenbezeichnung lautet: "Nombre S...."

### Sonstige Literatur
- Monique Chapelle: Berliet. 1. Auflage. EMCE, Saint-Chamond 2016, ISBN 978-2-35740-049-8.
- Christophe Puvilland: Berliet 1905–1978, toute la gamme omnibus, autocars, autobus et trolleybus. 1. Auflage. histoire&collections, Paris 2008, ISBN 978-2-35250-059-9.
- François Vauvillier: Tous les Berliet militaires 1914–1940, vol.1: les camions. histoire&collections, Paris 2019, ISBN 978-2-35250-496-2.
- Fondation Berliet, Lyon: Fiches des Mines